# Dachów
Dachów (prononciation : [ˈdaxuf]) est un village polonais de la gmina de Bobrowice dans le powiat de Krosno Odrzańskie de la voïvodie de Lubusz dans l'ouest de la Pologne.
Il se situe à environ 6 kilomètres au sud de Bobrowice (siège de la gmina), 15 kilomètres au sud de Krosno Odrzańskie (siège du powiat) et 30 kilomètres à l'ouest de Zielona Góra (siège de la diétine régionale).

## Histoire
Avant 1945, ce village était sur le territoire du Royaume de Prusse dans l'arrondissement de Crossen-sur-l'Oder dans la province de Brandebourg.
De 1975 à 1998, le village appartenait administrativement à la voïvodie de Zielona Góra.

Depuis 1999, il appartient administrativement à la voïvodie de Lubusz.